# أنيل كومار جها
أنيل كومار جها هو سياسي نيبالي، ولد في 5 مارس 1964 في Matsari ‏ في نيبال. نشط حزبياً في Sanghiya Sadbhawna Party ‏.